# Karl August Krebs
Karl August Krebs, właśc. Mied(c)ke (ur. 16 stycznia 1804 w Norymberdze, zm. 16 maja 1880 w Dreźnie) – niemiecki kompozytor i dyrygent.

## Życiorys
Jego rodzice byli aktorami. Po śmierci matki został adoptowany przez śpiewaka Johanna Baptistę Krebsa (1774–1851), którego nazwisko przyjął. W wieku 6 lat wystąpił po raz pierwszy publicznie grając na fortepianie, w wieku 7 lat zaczął komponować. Uczył się w Wiedniu u Ignaza von Seyfrieda. W 1826 roku został asystentem dyrygenta w wiedeńskim Theater am Kärntnertor. Od 1827 do 1850 roku pełnił funkcję kapelmistrza teatru operowego w Hamburgu. W 1850 roku objął po Richardzie Wagnerze stanowisko kapelmistrza teatru dworskiego w Dreźnie, które piastował do 1871 roku. Od 1871 roku był dyrektorem muzycznym drezdeńskiego kościoła dworskiego św. Trójcy.
Komponował utwory religijne, pieśni i utwory fortepianowe. Był też autorem oper Sylvia (wyst. Drezno 1830) i Agnes (wyst. Drezno 1833; wersja zrewid. pt. Agnes Bernauer wyst. 1858). Jako dyrygent propagował twórczość Giacomo Meyerbeera i Gaspare Spontiniego. Wspierał także początkującego Richarda Wagnera, w 1859 roku wystawił w Dreźnie jego Lohengrina.
W 1850 roku poślubił śpiewaczkę Aloysię Michalesi (1823–1904), z którą miał córkę Mary zam. Brenning (1851–1900), pianistkę.

## Odznaczenia
- Kawaler I Klasy Orderu Alberta (Królestwo Saksonii)[4]
- Kawaler I Klasy Orderu Fryderyka (Królestwo Wirtembergii)[4]
- Złoty Krzyż Zasługi Orderu Korony Wendyjskiej (Wlk. Księstwo Meklemburgii)[4]
- Kawaler I Klasy Orderu Ernestyńskiego (Księstwa Saskie)[4]
- Kawaler Orderu Franciszka Józefa (Cesarstwo Austrii)[4]